# União Cívica da Juventude

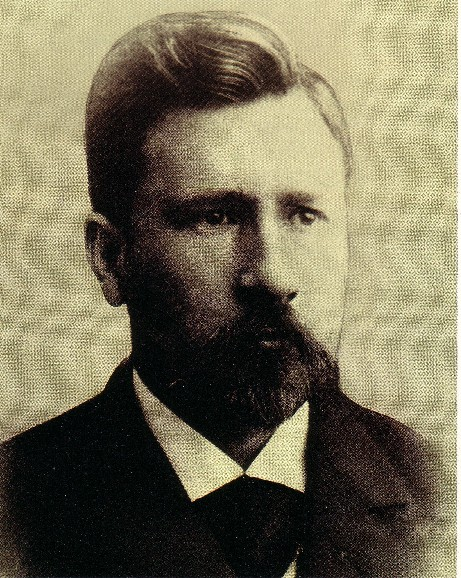
Francisco Barroetaveña, presidente da União Cívica da Juventude.

A União Cívica da Juventude (em castelhano: Unión Cívica de la Juventud) foi um partido político argentino liderado por jovens criado em 1 de setembro de 1889 e que desapareceu em 13 de abril de 1890 para reorganizar-se como União Cívica. Pouco depois seus líderes originaram os partidos políticos argentinos mais importantes do país na primeira metade do século XX: a União Cívica Radical, a União Cívica Nacional, o Partido Socialista e o Partido Democrata Progressista.

## Situação do país
Em 1889, a Argentina estava convulsionada por uma grave crise econômica que havia se prolongado por dois anos, causando uma brusca queda dos salários, desemprego e um reação de greves nunca antes vista. A presidência do General Julio Argentino Roca (1880-1886) fora sucedida pela de seu cunhado, Miguel Juárez Celman, cujo governo se caracterizou pelas denúncias de corrupção e autoritarismo; seus opositores chamavam essa gestãó de o Unicato.

## Antecedentes
Na Introdução do livro editado em 1890 "Unión Cívica, su origen, organización y tendencias" (União Cívica, sua origem, organização e tendências), o Dr. Francisco Ramos Mejía afirmava: 
"Quando Nasceu? Difícil, se não impossível, seria dizê-lo, porque primeiro foi como uma vaga aspiração, e cresceu logo como um sentimento de repugnância, e enquanto Tomás Santa Coloma preparava o terreno com suas solenizações patrióticas do Clube de Ginástica e Esgrima, e Barroetaveña dava a voz de alarme com seus valentes artigos, o banquete dos incondicionais condensava as vontades e produzia o estalo. ¡Unión Cívica!".
Em 20 de agosto de 1889, Francisco Barroetaveña, um jovem advogado entrerriano, escreveu no jornal La Nación um artigo intitulado "Tu quoque juventud (en tropel al éxito)" que teve um grande êxito, no qual questionava à juventude que acompanhava o presidente Juárez Celman:
"Esta e aquela adesão não significam outra coisa que a renúncia à vida cívica ativa dos jovens, para desaparecer absorvidos por uma vontade superior que os transforma em meros instrumentos do chefe do Poder Executivo".
Diversos grupos de jovens e estudantes que vinham se reunindo para expressar seu descontentamento com o governo de Juárez Celman começaram a felicitar Berroetaveña por seu artigo e deram origem a um núcleo com interesses similares que começou a se reunir em assembléias. Nesse núcleo inicial estavam, além de Berroetaveña, Modesto Sánchez Viamonte, Carlos Zuberbüler, Carlos Videla, Emilio Gouchon, o futuro presidente Marcelo T. de Alvear, Juan B. Justo, Manuel A. Montes de Oca, Tomás le Breton, entre muitos outros.
Em uma dessas assembléias decidiram convocar um grande comício "para provocar o despertar da vida cívica nacional".

## Fundação
Em 1 de setembro de 1889, realizou-se o comício programado no Jardín Florida da cidade de Buenos Aires, com mais de 3.000 espectadores e a presença das principais personalidades da oposição, constituiu-se a União Cívica da Juventude, e se aprovou seu programa, com a finalidade de aglutinar ao amplo espectro de opositores ao regime de Miguel Juárez Celman, apoiado pelo oficialista Partido Autonomista Nacional. O ato terminou com uma grande marcha até a Praça de Maio.
O partido foi presidido por quem aparecia como líder natural daqueles jovens, Francisco A. Barroetaveña, acompanhado por Emilio Gouchón, Juan B. Justo, Martín Torino, Marcelo T. de Alvear, Tomás Le Breton, Manuel A. Montes de Oca, entre outros.
A União Cívica da Juventude estabeleceu uma relação honorária com as personalidades políticas que apareciam como referências de una oposição dispersa, especialmente Leandro Alem, Aristóbulo del Valle, Bartolomé Mitre, Pedro Goyena, Vicente Fidel López, Bernardo de Irigoyen, entre outros.
A União Cívica da Juventude sancionou então um programa que lembrava o do Partido Republicano fundado por Alem e del Valle em 1877, e se organizou em clubes cívicos paroquiais.

## Transformação em União Cívica
Em 13 de abril de 1890, a União Cívica da Juventude se consolidou com um grande ato no Frontón Buenos Aires, onde se fundou um novo partido chamado União Cívica (em castelhano: Unión Cívica).
Como presidente foi eleito Leandro N. Alem, e incluiu líderes das distintas tendências opostas ao unicato de Juárez Celman, como Francisco A. Barroetaveña, os políticos católicos José Manuel Estrada e Pedro Goyena, Aristóbulo del Valle, Bernardo de Irigoyen, Juan B. Justo, Lisandro de la Torre, e o influente ex-presidente e general Bartolomé Mitre.
A Unión Cívica deu início, pouco depois à sangrenta insurreição armada conhecida como Revolução de 90 que, apesar de ter fracassado provocou a queda do presidente Miguel Juárez Celman e sua substituição pelo vice-presidente, Carlos Pellegrini.